# Simulium biakense
Simulium biakense är en tvåvingeart som beskrevs av Takaoka 2003. Simulium biakense ingår i släktet Simulium och familjen knott. Inga underarter finns listade i Catalogue of Life.